# Salus populi Romani
Salus populi Romani (în traducere „Salvarea poporului roman“) este icoana Maicii Domnului aflată în Cappella Paolina din  Bazilica Santa Maria Maggiore din Roma. Icoana Salus populi este cea mai semnificativă reprezentare a Maicii Domnului din Roma. Denumirea ei provine din antichitatea târzie. După recunoașterea creștinismului prin Edictul de la Milano în anul 313, aclamația Salus populi („Salvarea poporului“) a fost adresată Maicii Domnului.

## Istoric
Icoana a ajuns la Roma în anul 590, la scurt timp după venirea papei Grigore cel Mare de la Constantinopol, unde fusese trimis ca reprezentant de predecesorul său. Conform tradiției, papa Grigore cel Mare a întâmpinat cu mare bucurie sosirea icoanei, venită din Cipru.

## În România
O copie a acestei icoane, care s-a aflat la Mănăstirea Bixad, a fost salvată în anul 1948 de un sătean din Moișeni, a ajuns apoi la episcopul Teofil Herineanu de la Cluj, iar în prezent se află la mănăstirea greco-catolică din Prilog.

## Galerie de imagini

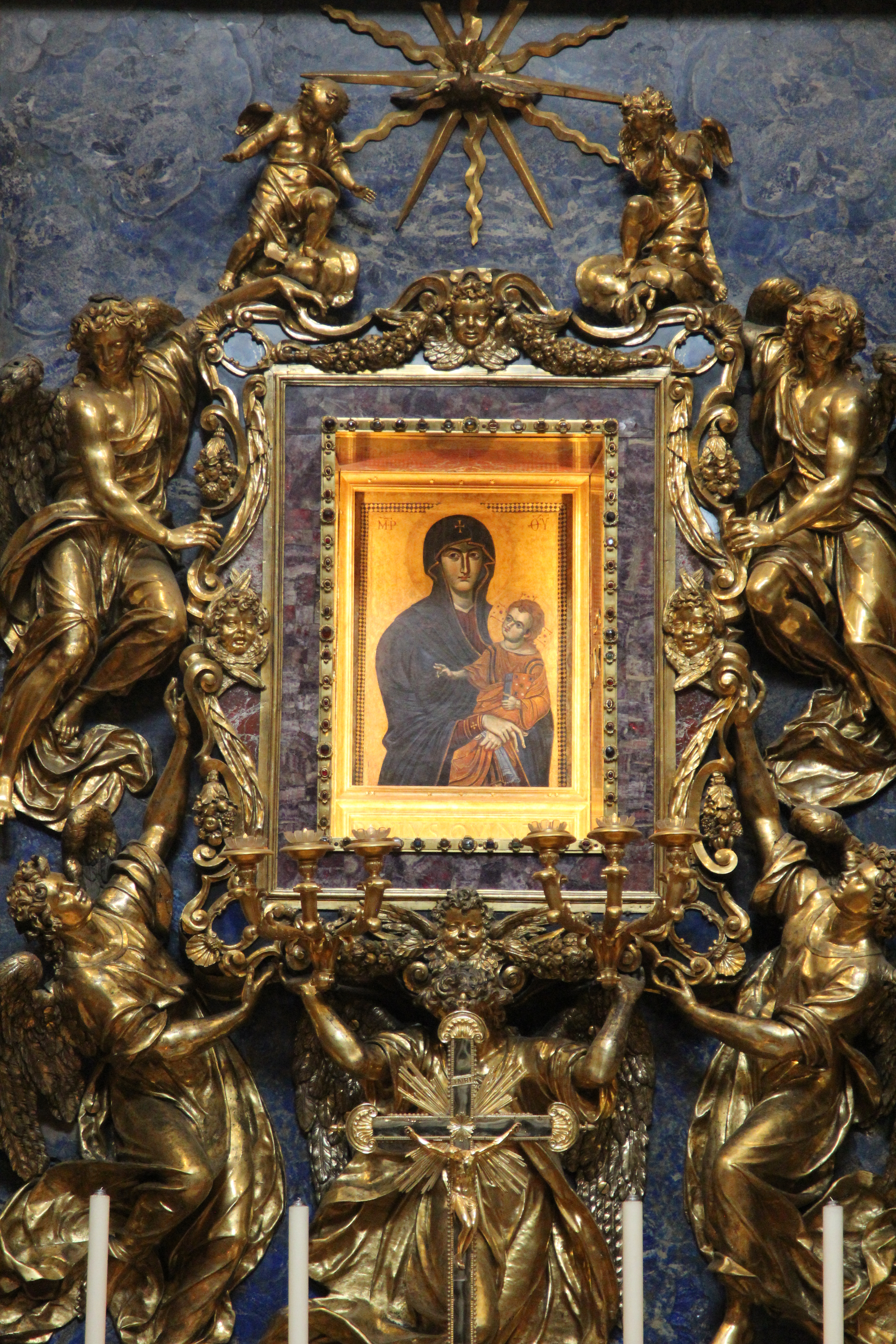
Vedere de ansamblu